# Bactrocera biarcuata
Bactrocera biarcuata är en tvåvingeart som först beskrevs av Walker 1865.  Bactrocera biarcuata ingår i släktet Bactrocera och familjen borrflugor. Inga underarter finns listade.